# Leonid Jerin
Leonid Tichonowicz Jerin (ros. Леони́д Ти́хонович Е́рин, ur. 17 listopada 1951 w Orszy) - przewodniczący KGB Białorusi (2000-2004).
Rosjanin, 1973 ukończył studia w Białoruskim Instytucie Inżynierów Transportu Kolejowego i został inżynierem mechanikiem, pracował jako pomocnik maszynisty kolejowego, odbył służbę w Armii Radzieckiej. Od 1975 funkcjonariusz KGB, starszy pełnomocnik Zarządu KGB obwodu witebskiego, 1981 ukończył Instytut Czerwonego Sztandaru KGB ZSRR, po czym został starszym pełnomocnikiem i szefem grupy 4 Zarządu KGB Białoruskiej SRR. Od 1989 starszy pełnomocnik operacyjny 4 Zarządu KGB ZSRR, od 1995 zastępca, później I zastępca przewodniczącego KGB Białorusi, we wrześniu 2000 mianowany szefem Służby Bezpieczeństwa Prezydenta Republiki Białorusi. Od listopada 2000 do 2004 przewodniczący KGB Białorusi. Odznaczony Orderem Czerwonej Gwiazdy i 20 medalami oraz orderem afgańskim.